# 강형숙
강형숙은 동아대학교 예술체육대학 체육학과 교수. 체조선수, 컨디셔닝 연구자. 스포츠영양학자, QOL다이어트전문가, 헬스투어리즘, 웰니스투어리즘, 스파투어리즘 연구, 해양치유 및 해양요법에 관한 연구.
의학영양학박사(경희대학교 동서의학대학원 임상영양 전공), 의학박사(한양대학교 의과대학 가정의학 전공). 엘리트운동선수 및 일반인을 위한 컨디셔닝 관리에 관한 연구. 한국 대학에서 첫 ‘컨디셔닝론’ 수업 개강, 이론수업은 스포츠식사학, 컨디셔닝론, 트레이닝방법론, 운동처방·영양처방, 노인체육 등, 실기수업은 기계체조, 야외활동(트레킹・하이킹・카약・SUP) 해양스포츠(수상스키・웨이크보드・SUP: Stand Up Paddle board・서핑・SUP Surfing)

## 강의과목
- 스포츠식사학
- 노인체육론
- 트레이닝방법론
- 컨디셔닝론
- 해양스포츠1(서핑)
- 해양스포츠2(수상스키, 웨이크보드)
- 야외활동(SUP, 하이킹)
- 체조1＆체조2
- 체력육성(트레이닝실기)

## 연구 분야
- 엘리트운동선수들의 경기력향상을 위한 식사(에너지)전략과 컨디셔닝 관리
- 중년기 생활습관병(성인병)예방을 위한 운동처방, 영양처방, 심리상담.
- 삶의 질을 향상시키기 위한 노인기 라이프스타일, 체력・의학・영양・심리학적 특성에 대한 연구 : 백세, 체력의학, 라이프스타일, 항 노화, 식사관리, 수면, 생활습관병관리
- 웰니스 프로그램 개발 : 연령 별 생애주기 별 헬스케어 : 체력향상, 면역력 향상, 트레킹, 체조, 생활 속 근력운동, 웰니스하이킹, 웰니스골프,
- 오키나와 온천연구 : 원천분석, 신체에 미치는 효능, 심신의 안녕감.
- 일반인, 운동선수, 질환자를 위한 해양요법, 해양건강 프로그램 개발 : 해양요법, 해양레져, 해양치료, 해양심층수욕, 바다워킹, 해수욕 올레길 트레킹,
- 해양마린스포츠 활성화 방안

## 학력
- 경희대학교 체육대학 졸업(체조선수)
- 경희대학교 체육대학 체육대학원졸업 석사학위 (운동처방전공)
- 경희대학교 동서의학대학원 의학영양학박사 취득 (임상영양 전공). Ph.D
- 한국학술진흥재단 Post-Doctoral fellowshop (운동영양학 전공)
- 한양대학교 의과대학 의학박사 취득 (가정의학 전공). M.D
- 부산대학교 사회과학대학 심리학과 문학박사 수료(성격심리학 전공)

## 경력
- 日本 筑波大学 体育科学系 : 運動処方研究室 池上晴夫教授 /呼吸循環系疾患의運動処方) 運動処方研究科研究生
- 중앙대학교 체육교육학과 겸임교수(스포츠영양학, 체조 담당)
- 의료법인 하나로의료재단 건강증진실 이사
- 筑波大学 韓日共同研究院 鈴木正成教授 : 運動栄養生化学室/노화에 따른 노인성빈혈과 골다공증 연구, 건강증진을 위한 덤벨체조..
- 日本 国立 琉球大学 荒川雅志 教授 웰니스튜어리즘 연구분야 방문교수
- 현 동아대학교 예술체육대학 체육학과 교수(2008~ 현재)

## 주요 논문 및 저서
<연구논문>
- The effect of voluntary resistance exercise on heme biosynthesis in rats (2002)
- Iron and hematological status of collegiate male runners(2002)
- 자발적인 저항성운동이 글루코코르티코이드를 투여한 쥐의 체조성 및 골 칼슘 농도에 미치는 영향(2003)
- Effect of iron supplementation and training on serum lipid and lipoprotein cholesterol profile(2003)
- Eating attitude and weight control strategy in Korean college man and women(2003)
- Effect of iron supplementation on iron-deficiency-related indices, oxidative stress and antioxidative enzyme activity in female marathoners(2004)
- 상체와 하체의 부위별 근육 운동이 부위별 체지방에 미치는 영향 (2009)
- 중고유도선수들의 영양보충제 부작용 실태 및 안전성 지식수준(2019)
- 한국 대학생과 베트남 유학생의 식행동 및 체형인식 체중조절에 관한 비교 연구(2019)
- 엘리트운동선수의 경쟁상태 불안에 관한 문헌연구(2020)등 다수

<저서>
- 컨디셔닝 업 ( 2020)
- 스포츠식사학(2015)
- Well-being 휘트니스(2006)
- 스포츠선수를 위한 라운드영양(2004)
- 에너지뱅크(2006)
- 체조(2008)
- 다이어트와 체지방(2006)
- 생활 속 5분 운동(2006) 등 다수

## 소속학회 ・협회
- 한국체육학회 부회장
- 한국운동영양학회 이사
- 한국운동생리학회 부회장
- 한국체육교육학회 이사
- 한국여성체육학회 이사
- 한국스포츠학회 이사
- 한국체육정책학회 이사
- 한국코칭능력개발원 이사
- 한국스포츠코칭학회 이사
- 대한 수상스키・ 웨이크보드협회 이사
- 대한 카바디협회 이사
- 대한 선수트레이너협회 이사
  - 부산시 수상스키・ 웨이크보협회 경기이사